# Yokohama DeNA BayStars
Hokkaido Nippon-Ham Fighters (jap. 横浜DeNAベイスターズ Yokohama Dī-Enu-Ē Beisutāzu) – japoński klub baseballowy z Yokohama, występujący w zawodowej lidze Nippon Professional Baseball.

## Sukcesy
- Zwycięstwa w Japan Series (2):
1960, 1998
- Zwycięstwa w Central League (2):
1960, 1998